# Skoki do wody na Letnich Igrzyskach Olimpijskich 2012 – wieża 10 m synchronicznie mężczyzn
Konkurs skoków do wody z wieży 10 m mężczyzn synchronicznie podczas Letnich Igrzysk Olimpijskich 2012 rozegrany został 30 lipca. Zawody rozgrywane były w Aquatics Centre.

## Format
W każdej rundzie para zawodników wykonuje po 6 skoków. Zawodników ocenia 11 sędziów: po trzech na każdego zawodnika i pięciu ocenia synchronizację skoków. Pod uwagę brane są tylko środkowa ocena każdego z zawodników i trzy środkowe oceny synchronizacji. Z tych pięciu ocen liczona jest średnia, którą następnie mnoży się przez 3 i przez stopień trudności skoków co daje końcowy wynik. Wszystkie noty są sumowane i wygrywa para z najlepszym wynikiem końcowym.

## Terminarz
Czas UTC+1:00
| Data                 | Godzina | Runda |
| -------------------- | ------- | ----- |
| Wtorek 31 lipca 2012 | 15:00   | Finał |

## Wyniki
Wyniki:
| Pozycja | zawodnicy                               | Skok  | Skok  | Skok  | Skok  | Skok  | Skok  | Suma punktów |
| Pozycja | zawodnicy                               | 1     | 2     | 3     | 4     | 5     | 6     | Suma punktów |
| ------- | --------------------------------------- | ----- | ----- | ----- | ----- | ----- | ----- | ------------ |
| złoto   | Cao Yuan Zhang Yanquan                  | 56.40 | 55.80 | 89.28 | 93.06 | 92.88 | 99.36 | 486.78       |
| srebro  | Iván García Germán Sánchez              | 51.60 | 50.40 | 87.69 | 95.94 | 92.07 | 91.20 | 468.90       |
| brąz    | David Boudia Nicholas McCrory           | 54.60 | 54.00 | 82.56 | 92.13 | 85.14 | 95.04 | 463.47       |
| 4       | Tom Daley Peter Waterfield              | 56.40 | 56.40 | 91.08 | 71.28 | 87.69 | 91.80 | 454.65       |
| 5       | Jeinkler Aguirre José Guerra            | 54.00 | 51.60 | 81.60 | 80.64 | 89.10 | 93.96 | 450.90       |
| 6       | Ilja Zacharow Wiktor Minibajew          | 52.20 | 52.80 | 84.48 | 84.15 | 88.56 | 87.69 | 449.88       |
| 7       | Patrick Hausding Sascha Klein           | 52.80 | 54.00 | 84.48 | 78.84 | 84.15 | 91.80 | 446.07       |
| 8       | Ołeksandr Horszkowozow Ołeksandr Bondar | 52.20 | 51.00 | 83.16 | 75.60 | 82.56 | 88.80 | 433.32       |